# Nyctimystes hunti
Nyctimystes hunti – gatunek płaza bezogonowego z podrodziny Pelodryadinae w rodzinie rzekotkowatych (Hylidae). Endemit Nowej Gwinei.

## Taksonomia
Gatunek ten opisali w 2006 roku Richards, Oliver, Dahl i Tjaturadi, nadając mu nazwę Litoria hunti. W roku 2007 Shea i Kraus poprawili epitet gatunkowy z hunti na huntorum, jednak uznano to za nieuzasadnioną poprawkę. Zaznaczyć należy, że oba wyrazy znaczą to samo, pomijając fakt, że w pierwszym przypadku chodzi o łaciński dopełniacz liczby pojedynczej, w drugim – mnogiej. Obecnie gatunek zaliczany jest do rodzaju Nyctimystes.

## Występowanie
Płaz ten jest gatunkiem endemicznym Nowej Gwinei. Początkowo znany był tylko z prowincji Sepik Zachodni na północnym zachodzie Papui-Nowej Gwinei. Później obecność zwierzęcia stwierdzono także w niższych partiach gór Foja w indonezyjskiej prowincji Papua. Płaz ten spotykany jest w przedziale wysokości 100–500 m n.p.m.
Zwierzę zamieszkuje korony drzew, a nawołuje zwykle z wysokości 5–8 metrów. Stwierdzono też jednego osobnika nawołującego z wysokości 1,5 m z roślinności porastającej bagna. Jego habitat to lasy deszczowe na nizinach. Odnotowano też stwierdzenie w lesie wtórnym.

## Status
W Czerwonej księdze gatunków zagrożonych IUCN płaz ten od 2020 roku klasyfikowany jest jako gatunek najmniejszej troski (LC, ang. Least Concern); wcześniej, od 2008 roku uznawano go za gatunek niedostatecznie rozpoznany (DD, ang. Data Deficient).
W przyszłości niebezpieczne może się dla tego gatunku okazać wylesianie. Nyctimystes hunti nie zamieszkuje żadnych obszarów podlegających ochronie prawnej.